# Ivo Lola Ribar
Ivo Lola ↓1 Ribar (Zagreb, 23. travnja 1916. – Glamočko polje, 27. studenoga 1943.), bio je jugoslavenski i hrvatski političar (član KPJ), partizanski dužnosnik, narodni heroj Jugoslavije. Stariji je sin političara Ivana Ribara. Kao član CK KPJ i Vrhovnog štaba sudjelovao je u organiziranju partizanskoga pokreta. Bio je jedan od najbližih suradnika Josipa Broza, a u listopadu 1943. godine bio je određen za šefa vojne misije VŠ NOV i POJ pri Savezničkoj komandi za Srednji istok ali je poginuo prilikom napada njemačkoga zrakoplova na partizanski zrakoplov, na uzletištu, netom prije polijetanja zrakoplova za Kairo.

## Životopis
Rođen je u Zagrebu gdje provodi prve godine djetinjstva, osnovnu školu pohađao je u Karlovcu i nastavio u Beogradu, a gimnaziju je završio u Beogradu. Jedno vrijeme nakon Prvoga svjetskoga rata živio je i u Đakovu, o čemu svjedoči i spomen-ploča u Ulici Ante Starčevića. Studirao je pravo na Pravnome fakultetu u Beogradu i političku ekonomiju u Ženevi. Diplomirao je pravo u Beogradu 1938. godine. Za vrijeme studija pristupio je komunističkoj omladini te 1937. godine vodi omladinsku komisiju CK KPJ, a od 1937. je i tajnik CK SKOJ-a i na toj dužnosti ostat će sve do svoje smrti.

### Političko djelovanje
Kao odličan učenik, u višim je razredima gimnazije pokazao posebnu zainteresiranost za društvene znanosti, za političku ekonomiju i politologiju čiji je praktični građanski oblik provjeravao u političkom životu Kraljevine Jugoslavije. U traganju za idejnom orijentacijom, Lolu ne zadovoljavaju nastavni planovi i programi tadašnje beogradske gimnazije. Sam proučava klasike idealističke i materijalističke filozofske škole: Nietzschea, Voltairea, Hegela — kako bi se idejno opredijelio za Marxa i Lenjina. Bila je to idejna evolucija slobodarski nastrojenoga mladića, koji, iako iz situirane i ugledne građanske obitelji (otac Ivan jedno vrijeme bio je predsjednik Ustavotvorne skupštine Kraljevine Jugoslavije), kroz paralelni studij klasika marksizma i prakse građanske politike, racionalistički prihvaća ideju socijalizma kao svoj pogled na svijet, a program avangarde radničke klase kao svoj životni cilj.
Početkom školske 1934./35. godine, Lola je stigao u Pariz studirati političke znanosti, ali nakon atentata na jugoslavenskoga kralja Aleksandra I. Karađorđevića (po savjetu Svetozara Pribićevića) napušta Francusku. Odlazi u Ženevu, gdje uči metodiku znanstvenoga rada, studira političku ekonomiju, proučava marksističku literaturu do koje u zemlji nije mogao doći, a zatim se, iste jeseni, upisuje na Pravni fakultet u Beogradu.
U to vrijeme se na Beogradskom sveučilištu Komunistička partija i SKOJ javljaju kao važan čimbenik političkog života studenata, i političke akcije lijevo orijentirane mladeži u borbi za autonomiju sveučilišta i za demokratska prava južnoslavenskih naroda nailaze na sve širi odjek i podršku i van granica Jugoslavije. 1935. godine primljen je u SKOJ i izabran za člana Akcionoga odbora stručnih studentskih udruženja, a 1936. godine primljen je u KPJ. U vrijeme kad su fašističke države od verbalnih prijetnji svjetskom miru prešle i na ratne pohode (Etiopija) te otvorene oružane intervencije u Španjolskoj Lola je bio gotovo redoviti predstavnik jugoslavenske omladine (SKOJ-a) na svim značajnijim svjetskim kongresima mladih (Ženeva, Bruxelles, Pariz) i svojim je načelima i ugledom znatno utjecao da već afirmiran pokret mladih u Jugoslaviji dobije i međunarodno priznanje, koje se ogledalo u činjenici što su jugoslavenski prijedlozi rezolucija usvajani kao službeni dokumenti tih skupova. Kad je Josip Broz 1937. godine, postaje generalni tajnik KPJ, postavlja Lolu Ribara na čelo Centralne izvršne komisije pri Centralnom komitetu KPJ (koja će prerasti u Centralni komitet SKOJ-a), i povjerava mu oživljavanje svojih ideja o omladinskom pokretu. Prema tim idejama, trebalo je SKOJ, poslije krize u koju je zapao 1936. godine, iz osnova reorganizirati i pretvoriti ga u glavnu pokretačku snagu svejugoslavenskog pokreta mladih. Lola je postao jedan od najbližih Brozovih suradnika. Najveća je njegova zasluga što je SKOJ od idejno-pacifističkog pokreta često vrlo nerealnih zahtjeva postao glavna antifašistička snaga mladih u Kraljevini Jugoslaviji. Najjača mjesna organizacija u to vrijeme bila je zagrebačka organizacija SKOJ-a.
Osim toga Lola je bio i organizator omladinskih akcija i studentskih štrajkova, pokretač i urednik omladinskih listova i novina ("Student", "Mladost"), suradnik stranačkih organa ("Proleter"), pisac letaka, proglasa, tekstova te i pored političkoga angažmana student. Godine 1939. diplomirao je, a 1940. upisao se na Filozofski fakultet Beogradskoga univerziteta. Uoči Drugoga svjetskog rata, kurs Centralnoga komiteta KPJ na pripreme za obranu zemlje provodi se među omladinom po Lolinim uputama u svim krajevima Jugoslavije, i posebna se pozornost posvećuje učvršćivanju suradnje i usklađivanju akcija studentske mladeži svih jugoslavenskih sveučilišta. SKOJ, koji je poslije Prvoga svjetskog rata, izložen stalnim udarcima, često dolazio na periferiju političkih tijekova (slučaj pogibije 7 sekretara SKOJ-a), sada je najvažniji čimbenik u okupljanju mladih političkih snaga u Kraljevini Jugoslaviji, i prvi put u svojoj povijesti ima više od 10.000 aktivnih članova. Krajem prosinca 1939. godine, zbog komunističke djelatnosti, uhićen je i od siječnja do travnja 1940. godine interniran u bilećkom koncentracijskom logoru. Poslije izlaska iz Bileće Lola, prema Brozovim uputama, organizira VI. zemaljsku konferenciju SKOJ-a. Na toj je konferenciji ponovno izabran za tajnika Centralnog komiteta SKOJ-a, kao i za delegata na V. zemaljskoj konferenciji KPJ, na kojoj će biti izabran i za člana Centralnoga komiteta KPJ. Lolin izvještaj na V. zemaljskoj konferenciji ("KPJ i pitanje rada među omladinom"), kao i rezolucija VI. zemaljske konferencije SKOJ-a kojoj je on idejni tvorac, bili su rezime cjelokupnog prijeđenog puta same organizacije i posljednji poziv članovima za pripreme za predstojeće događaje.

### Drugi svjetski rat
Nakon sloma i kapitulacije Kraljevine Jugoslavije sudjeluje, u svibnju 1941. godine u Zagrebu, na Savjetovanju KPJ-a kada je donijeta odluka o pripremama za oružani ustanak. Rukovodi sastankom Centralnoga komiteta SKOJ-a krajem lipnja u Beogradu, a bio je i jedan od šestorice članova CK KPJ koji su nakon sjednice 4. srpnja 1941. godine u Beogradu narodima Jugoslavije uputili poziv na oružanu borbu i ustanak. U srpnju i kolovozu 1941. godine Lola neposredno rukovodi akcijama skojevaca u okupiranom Beogradu a u rujnu iste godine prešao je na slobodnu teritoriju, u Užice. Iste godine, 26. rujna, sudjeluje na vojnom savjetovanju u Stolicama, gdje je, između ostaloga, odlučeno da se u svim krajevima Jugoslavije formiraju štabovi (stožeri) partizanske borbe, a Glavni štab preimenovan je u Vrhovni štab. Jedan od članova Vrhovnog štaba bio je i Lola. Zbog uspješnijeg organiziranja narodnooslobodilačkog pokreta putuje po svim krajevima okupirane Jugoslavije. Kao osobni izaslanik Josipa Broza Tita, na specijalnim misijama nekoliko puta odlazi i u okupirani Zagreb, gdje s Edvardom Kardeljom radi na organiziranju NOP-a u Hrvatskoj, Srbiji, Sloveniji i Makedoniji.
I pored svih tih obveza koje mu je nametalo članstvo u CK KPJ i Vrhovnom štabu, Lola najviše vremena posvećuje radu s mladima. On je pokretač i glavni urednik Omladinske borbe i istodobno član uredničkoga kolegija partizanskih novina Borbe. Ovi listovi izlaze već 1941. godine u oslobođenom Užicu. Titovoj zamisli o stvaranju široke platforme na kojoj bi se u narodnooslobodilačkom pokretu okupili svi projugoslavenski i antifašistički raspoloženi mladi ljudi, Lola daje i organizacijski temelj. Od prvih narodnooslobodilačkih saveza omladine, koji su u različitim krajevima Jugoslavije dobivali različite nazive, stvara se, krajem 1942. godine, na I. zasjedanju AVNOJ-a u Bihaću, masovni jedinstveni Ujedinjeni savez antifašističke omladine Jugoslavije (USAOJ). Kroz USAOJ je stotine tisuća mladih pristupilo narodnooslobodilačkom pokretu, i time je Lolina zasluga u širenju narodnooslobodilačke borbe. U ljeto 1943. godine boravio je u Splitu uoči i za vrijeme talijanske kapitulacije gdje je pregovarao o predaji divizije Bergamo.

### Pogibija
U listopadu 1943. godine, nakon što je bio oslobođen dužnosti tajnika SKOJ-a, određen je za šefa prve partizanske vojne misije u Stožeru savezničkoga zapovjedništva za Srednji istok u Kairu. U trenutku kada se spremao poletjeti zrakoplovom u Kairo poginuo je na Glamočkome polju, pogođen bombom iz neprijateljskog zrakoplova neposredno prije polijetanja, 27. studenoga 1943. godine. Nakon pogibije pokopan je na Glamočkome polju, a 27. ožujka 1948. godine njegovi posmrtni ostatci preneseni su u Grobnicu narodnih heroja ispod Kalemegdanske tvrđave u Beogradu. Na Glamočkome polju sagrađen mu je memorijalni muzej koji je danas u zapuštenom stanju.

## Obitelj
Čitava Lolina obitelj sudjelovala je u narodnooslobodilačkoj borbi. Otac Ivan je bio predsjednik AVNOJ-a a mlađi brat Jurica poginuo je u listopadu 1943. godine kod Kolašina. Majka Tonica ubijena je u srpnju 1944. godine u srijemskom selu Kupinovu a polusestra (po majci) Božena i djevojka Sloboda Trajković ↓2 bile su zatvorene u logoru na Banjici u Beogradu.

## Spomen
- Narodnim herojem Jugoslavije proglašen je 18. studenoga 1944. godine.
- Karlovačka tvornica Lola Ribar d.d., proizvođač sanitetskoga materijala i proizvoda od pamuka, nosi njegovo ime od 1947. godine. Prva službena registracija zabilježena je 22. ožujka 1947. godine pod nazivom Tvornica sanitetskog materijala Lola Ribar Karlovac. Od 1993. godine “Lola Ribar” je dioničko društvo.[6]
- Spomenici su mu podizani i poprsja postavljana a škole, kulturno umjetnička društva, tvornice i ulice dobivale su imena po njemu diljem bivše Jugoslavije.
- U Beogradu je od 1946. godine ulica nosila ime po njemu (Ulica Lole Ribara) a 1997. godine vraćeno joj je ime Svetogorska.[7]
- Škola u Labinu po njegovu imenu OŠ Ivo Lola Ribar
- Škola u Bihaću po njegovu imenu OŠ Ivo Lola Ribar